# 馬里亞尼夫卡 (科隆希納長老區)
50°28′46″N 29°57′33″E / 50.47944°N 29.95917°E
馬里亞尼夫卡（烏克蘭語：Мар'янівка）是位於烏克蘭北部的村莊，隶属于基辅州布恰区馬卡里夫市鎮的科隆希纳长老区。該村始建於1860年，面積0.02平方公里，海拔高度181米，2001年人口33，人口密度每平方公里2,250人。